# Piel de Sapo

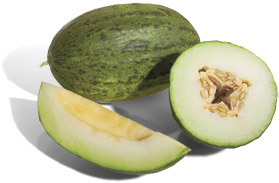
Grodskinnsmelon

Grodskinnsmelon, även Piel de Sapo, är en honungsmelon som importeras från Spanien. Namnet har den fått efter skalets färg, gulgrönt med mörkare gröna fläckar och strimmor. Fruktköttet är ljusgrönt, sprött och saftigt. Kärnorna är samlade i en hålighet mitt i frukten. Smaken är söt och frisk med fyllig arom. Melonen förvaras mellan 12 och 14°C.